# Amphiprion chrysopterus
Amphiprion chrysopterus là một loài cá hề thuộc chi Amphiprion trong họ Cá thia. Loài này được mô tả lần đầu tiên vào năm 1830.

## Từ nguyên
Từ định danh của loài được ghép bởi hai từ trong tiếng Latinh: chrysos ("vàng") và pterus ("vây, cánh"), hàm ý đề cập đến màu cam ánh vàng của các vây, ngoại trừ đuôi màu trắng.

## Phạm vi phân bố và môi trường sống
Từ Philippines, A. chrysopterus được ghi nhận trải dài đến các đảo quốc thuộc châu Đại Dương ở phía đông, bao gồm đảo New Guinea và New Britain, quần đảo Solomon, Vanuatu, Fiji, quần đảo Marshall, quần đảo Caroline, quần đảo Mariana, quần đảo Gilbert, quần đảo Samoa, quần đảo Société và Tuamotu (Polynésie thuộc Pháp); phía nam giới hạn dọc theo bờ biển bang Queensland (Úc) cũng như rạn san hô Great Barrier và các rạn san hô vòng trên biển San Hô.
A. chrysopterus được quan sát gần các rạn san hô ngoài khơi và trong các đầm phá ở độ sâu đến ít nhất là 40 m. Loài cá hề này sống cộng sinh với 7 loài hải quỳ sau:
- Entacmaea quadricolor
- Heteractis aurora
- Heteractis crispa
- Heteractis magnifica
- Stichodactyla haddoni
- Stichodactyla mertensii
- Macrodactyla doreensis[5]

## Mô tả
A. chrysopterus có chiều dài cơ thể tối đa được ghi nhận là 17 cm, được xem là loài có kích thước lớn nhất trong chi Amphiprion. Loài cá hề này có màu nâu sẫm (gần như đen) với hai dải sọc trắng (hơi ánh màu xanh lam): một ở sau đầu và một ở giữa thân. Trừ vây đuôi là màu trắng, các vây còn lại có màu vàng cam; tuy nhiên, một số quần thể ở khu vực Melanesia lại có vây bụng và vây hậu môn màu đen. Trán, mõm, cằm, ngực và bụng có màu vàng cam.
So với A. chrysopterus, Amphiprion allardi có phần trán màu nâu với mõm màu xám nhạt, còn Amphiprion akindynos có màu nâu cam.
Số gai ở vây lưng: 10–11; Số tia vây ở vây lưng: 15–17; Số gai ở vây hậu môn: 2; Số tia vây ở vây hậu môn: 13–14.

## Sinh thái học

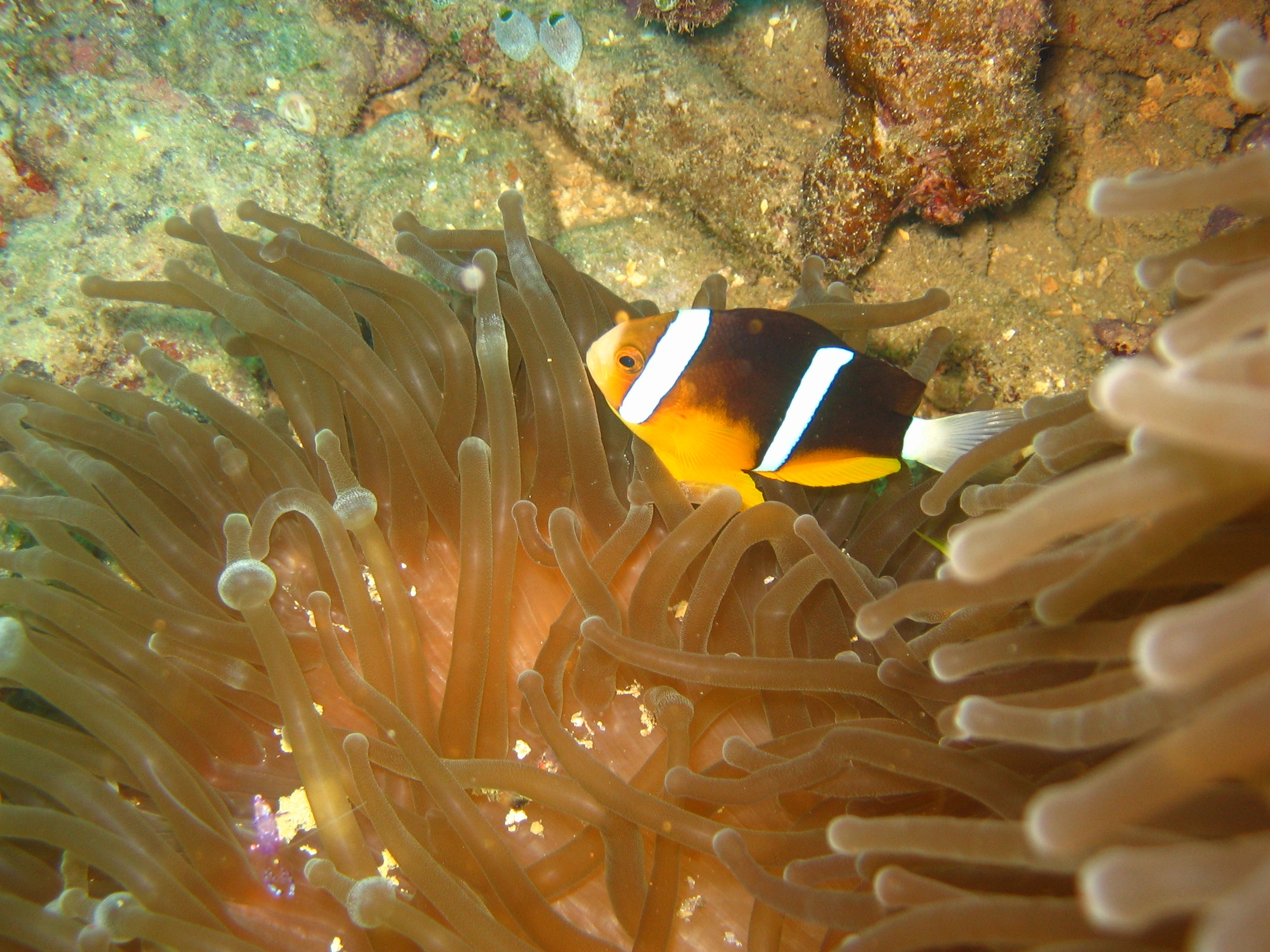
A. chrysopterus và hải quỳ

Thức ăn của A. chrysopterus là động vật phù du, một số loài thủy sinh không xương sống và tảo. Trong một thí nghiệm ở ngoài khơi đảo Moorea, các nhà khoa học sử dụng con trỏ laser đỏ ở dưới nước để xem phản ứng của hai loài cá A. chrysopterus và Dascyllus trimaculatus. Quan sát cho thấy, cả hai có những hành vi như lao vào cắn, đuổi theo hoặc rút mình vào hải quỳ. Một giả thuyết được đặt ra cho những hành vi này, là cả hai loài cá phản ứng với con trỏ laser như một mối đe dọa lãnh thổ của chúng hơn là một kẻ săn mồi hay con mồi.

### Loài lưỡng tính
A. chrysopterus là một loài lưỡng tính tiền nam (cá cái trưởng thành đều phải trải qua giai đoạn là cá đực) nên cá đực có kích thước nhỏ hơn cá cái. Một con cá cái sẽ sống thành nhóm cùng với một con đực lớn (đảm nhận chức năng sinh sản) và nhiều con non nhỏ hơn. Trứng bám dính vào chất nền, được cá đực bảo vệ và chăm sóc đến khi chúng nở.

### Lai tạp
Trong tự nhiên, A. chrysopterus cái thường lai tạp với Amphiprion sandaracinos đực, và con lai của chúng được cho là hai loài Amphiprion leucokranos và Amphiprion thiellei.

## Thương mại
A. chrysopterus được đánh bắt bởi những người thu mua cá cảnh.